# ويليام بيرنارد كوك
ويليام بيرنارد كوك (1778 - 2 أغسطس 1855)، رسام إنجليزي.

## الحياة والعمل
وُلد في لندن عام 1778. وهو الشقيق الأكبر لجورج كوك (1781-1834)، بدأ حياته المهنية كمتدرب لدى ويليام أنجوس [الإنجليزية] (1752-1821)، الذي اشتهر بنقش سلسلة "مقاعد النبلاء والسادة في بريطانيا العظمى وويلز". حصل كوك بعد إكمال تدريبه على عمل في نقش لوحات الجعة بعنوان "جميلات إنجلترا وويلز". لاحقًا، قام بنشر "نهر التايمز"، وهو عمل اكتمل عام 1811، حيث نقش معظم اللوحات بناءً على رسومات صموئيل أوين.
من بين أبرز أعماله، "مناظر خلابة على الساحل الجنوبي لإنجلترا"، وهي مجموعة مستوحاة بشكل أساسي من رسومات جوزيف تيرنر، والتي أنتجها بين عامي 1814 و1826 بالتعاون مع شقيقه جورج كوك. نفّذ كوك ما لا يقل عن 22 لوحة ضمن هذه المجموعة، إلى جانب العديد من النقوش الصغيرة. كما قام بنقش أعمال لتيرنر، مثل "منبع نهر التامار" و"بليموث"، وكذلك خمس لوحات ضمن "مشاهد من ساسكس" عام 1819.
إلى جانب ذلك، أنجز كوك نقوشًا لأعمال مختلفة، منها "عاصفة تتلاشى" لكوبلي فيلدنج، والتي عُرضت في جمعية الرسامين بالألوان المائية عام 1833، بالإضافة إلى "مشهد الذروة" لإبنيزر رودس (1818)، ومناظر رسمها بيتر دي وينت في جنوب فرنسا، لا سيما على نهر الرون (1825). كما شملت أعماله نقوشًا لكوكبيرن "بومبي" (1827)، و"مشهد ساحلي" لستانفيلد (1836)، و"روما والمناظر المحيطة بها" لنويل همفريز (1840).
من بين أعماله المنشورة، أصدر "صورة جديدة لجزيرة وايت" عام 1812، و"أربعة وعشرون مشهدًا مختارًا في إيطاليا" عام 1833.
عرف كوك بمهارته الكبيرة في النقش، خصوصًا في المناظر البحرية، لكنه لم يحقق نجاحًا تجاريًا كبيرًا. 
توفي في كامبرويل في 2 أغسطس 1855 بسبب مرض في القلب، عن عمر ناهز 77 عامًا.

## الروابط الخارجية
- W B Cooke's engravings (Royal Academy Collections)
- Engravings at the NMM (National Maritime Museum، Greenwich، London)